# Baie de Port-au-Prince
Baie de Port-au-Prince är en vik i Haiti. Den ligger i den centrala delen av landet, 16 km nordväst om huvudstaden Port-au-Prince.